# NGC 1359
NGC 1359 je galaksija u zviježđu Eridan.

## Vanjske poveznice
- SEDS: NGC 1359